# Tableau d'honneur de l'équipe d'Écosse de football
Le tableau d'honneur de l'équipe d'Écosse de football est une liste dressée par la Fédération écossaise de football qui célèbre ses joueurs qui ont atteint 50 sélections en équipe d'Écosse. Il a été lancé en février 1988, peu après que 11 joueurs avaient atteint ce nombre de sélections,.
Actuellement et depuis le 6 juin 2025, il y a 41 joueurs inscrits à ce tableau d'honneur. Le dernier à y avoir été ajouté est Kieran Tierney, à l'occasion de sa 50e sélection, le 6 juin 2025, pour un match contre l'Islande.
Chaque joueur honoré reçoit une médaille commémorative en or, une invitation à tous les matches de l'équipe d'Écosse à domicile et son portrait est affiché au Scottish Football Museum.
En juillet 2017, la Fédération écossaise a inauguré le Tableau d'honneur pour l'équipe féminine, qui récompense les joueuses ayant honoré 100 sélections ou plus. 12 joueuses y figurent lors de sa création.

## Liste des membres
Mis à jour le 18.
Les membres de ce tableau d'honneur sont classés par nombre de sélections.
| * | Encore actuellement en activité avec l'Équipe d'Écosse de football |

| Rang | Joueur            | Image | Clubs                                                                                          | Sélections | Début             | Début              | 50e match         | 50e match            | Réfs.  |
| Rang | Joueur            | Image | Clubs                                                                                          | Sélections | Date              | Adversaire         | Date              | Adversaire           | Réfs.  |
| ---- | ----------------- | ----- | ---------------------------------------------------------------------------------------------- | ---------- | ----------------- | ------------------ | ----------------- | -------------------- | ------ |
| 1    | Kenny Dalglish    |       | Celtic Liverpool                                                                               | 102        | 10 novembre 1971  | Belgique           | 12 octobre 1977   | Pays de Galles       | [ 2 ]  |
| 2    | Jim Leighton      |       | Aberdeen Manchester United Hibernian                                                           | 91         | 13 octobre 1982   | Allemagne de l'Est | 30 mai 1989       | Chili                | [ 3 ]  |
| 3    | Andrew Robertson* |       | Dundee United Hull City Liverpool                                                              | 84         | 5 mars 2014       | Pologne            | 4 septembre 2021  | Moldavie             | [ 4 ]  |
| 4    | Craig Gordon*     |       | Heart of Midlothian Sunderland Celtic                                                          | 81         | 30 mai 2004       | Trinité-et-Tobago  | 5 octobre 2017    | Slovaquie            | [ 5 ]  |
| 5    | Darren Fletcher   |       | Manchester United West Bromwich Albion Stoke City                                              | 80         | 20 août 2003      | Norvège            | 7 septembre 2010  | Liechtenstein        | [ 6 ]  |
| 6    | John McGinn*      |       | Hibernian Aston Villa                                                                          | 77         | 29 mars 2016      | Danemark           | 24 septembre 2022 | Irlande              | [ 7 ]  |
| 6    | Alex McLeish      |       | Aberdeen                                                                                       | 77         | 26 mars 1980      | Portugal           | 2 décembre 1987   | Luxembourg           | [ 3 ]  |
| 8    | Paul McStay       | –     | Celtic                                                                                         | 76         | 21 septembre 1983 | Uruguay            | 12 septembre 1990 | Roumanie             | [ 3 ]  |
| 9    | Tom Boyd          | –     | Motherwell Chelsea Celtic                                                                      | 72         | 12 septembre 1990 | Roumanie           | 11 octobre 1997   | Lettonie             | [ 8 ]  |
| 10   | Kenny Miller      |       | Rangers Wolverhampton Wanderers Celtic Derby County Bursaspor Cardiff City Vancouver Whitecaps | 69         | 25 avril 2001     | Pologne            | 8 octobre 2010    | République tchèque   | [ 9 ]  |
| 10   | David Weir        |       | Heart of Midlothian Everton Rangers                                                            | 69         | 27 mai 1997       | Pays de Galles     | 6 septembre 2006  | Lituanie             | [ 10 ] |
| 12   | Christian Dailly  |       | Blackburn Rovers Derby County West Ham United Rangers                                          | 67         | 27 mai 1997       | Pays de Galles     | 15 novembre 2003  | Pays-Bas             | [ 11 ] |
| 13   | Willie Miller     | –     | Aberdeen                                                                                       | 65         | 1er juin 1975     | Roumanie           | 8 juin 1986       | Allemagne de l'Ouest | [ 3 ]  |
| 14   | Callum McGregor   |       | Celtic                                                                                         | 63         | 9 novembre 2017   | Pays-Bas           | 25 mars 2023      | Chypre               | [ 12 ] |
| 15   | Danny McGrain     |       | Celtic                                                                                         | 62         | 12 mai 1973       | Pays de Galles     | 25 février 1981   | Israël               | [ 13 ] |
| 15   | Grant Hanley      |       | Blackburn Rovers Newcastle United Norwich City                                                 | 62         | 25 mai 2011       | Pays de Galles     | 7 juin 2024       | Finlande             | [ 14 ] |
| 17   | Richard Gough     | –     | Dundee United Tottenham Hotspur Rangers                                                        | 61         | 30 mars 1983      | Suisse             | 11 juin 1990      | Costa Rica           | [ 3 ]  |
| 17   | Ally McCoist      |       | Rangers Kilmarnock                                                                             | 61         | 29 avril 1986     | Pays-Bas           | 27 mars 1996      | Australie            | [ 8 ]  |
| 17   | Scott McTominay   |       | Manchester United Napoli                                                                       | 61         | 23 mars 2018      | Costa Rica         | 14 juin 2024      | Allemagne            | [ 15 ] |
| 20   | Ryan Christie*    |       | Aberdeen Celtic Bournemouth                                                                    | 59         | 9 novembre 2017   | Pays-Bas           | 14 juin 2024      | Allemagne            | [ 15 ] |
| 21   | John Collins      |       | Hibernian Celtic Monaco Everton                                                                | 58         | 17 février 1988   | Arabie saoudite    | 10 juin 1998      | Brésil               | [ 8 ]  |
| 22   | Roy Aitken        |       | Celtic Newcastle United St Mirren                                                              | 57         | 12 septembre 1979 | Pérou              | 15 novembre 1989  | Norvège              | [ 3 ]  |
| 22   | Gary McAllister   |       | Leicester City Leeds United Coventry City                                                      | 57         | 25 avril 1990     | Allemagne de l'Est | 30 avril 1997     | Suède                | [ 8 ]  |
| 24   | Scott Brown       |       | Hibernian Celtic                                                                               | 55         | 12 novembre 2005  | États-Unis         | 29 mars 2016      | Danemark             | [ 16 ] |
| 24   | Gary Caldwell     |       | Newcastle United Hibernian Celtic Wigan Athletic                                               | 55         | 27 mars 2002      | France             | 8 septembre 2012  | Serbie               | [ 17 ] |
| 24   | Denis Law         |       | Huddersfield Town Manchester City Torino Manchester United                                     | 55         | 18 octobre 1958   | Pays de Galles     | 26 septembre 1973 | Tchécoslovaquie      | [ 18 ] |
| 24   | Maurice Malpas    | –     | Dundee United                                                                                  | 55         | 1er juin 1984     | France             | 3 juin 1992       | Norvège              | [ 19 ] |
| 28   | Billy Bremner     |       | Leeds United                                                                                   | 54         | 8 mai 1965        | Espagne            | 18 juin 1974      | Brésil               | [ 18 ] |
| 28   | Graeme Souness    |       | Middlesbrough Liverpool Sampdoria Rangers                                                      | 54         | 30 octobre 1974   | Allemagne de l'Est | 4 décembre 1985   | Australie            | [ 13 ] |
| 28   | George Young      | –     | Rangers                                                                                        | 54         | 15 mai 1946       | Suisse             | 7 novembre 1956   | Irlande du Nord      | [ 20 ] |
| 31   | Stuart Armstrong* |       | Celtic Southampton                                                                             | 53         | 26 mars 2017      | Slovénie           | 26 mars 2024      | Irlande du Nord      | [ 21 ] |
| 31   | Kevin Gallacher   | –     | Dundee United Coventry City Blackburn Rovers Newcastle United                                  | 53         | 17 mai 1988       | Colombie           | 7 octobre 2000    | Saint-Marin          | [ 8 ]  |
| 31   | Alan Rough        | –     | Partick Thistle Hibernian                                                                      | 53         | 7 avril 1976      | Suisse             | 18 juin 1982      | Brésil               | [ 13 ] |
| 34   | Joe Jordan        |       | Leeds United Manchester United AC Milan                                                        | 52         | 19 mai 1973       | Angleterre         | 24 mai 1982       | Pays de Galles       | [ 13 ] |
| 35   | Colin Hendry      |       | Blackburn Rovers Rangers Coventry City Bolton Wanderers                                        | 51         | 19 mai 1993       | Estonie            | 24 mars 2001      | Belgique             | [ 8 ]  |
| 35   | Steven Naismith   |       | Kilmarnock Rangers Everton Norwich City Heart of Midlothian                                    | 51         | 6 juin 2007       | Îles Féroé         | 16 novembre 2019  | Chypre               | [ 22 ] |
| 37   | Asa Hartford      | –     | West Bromwich Albion Manchester City Everton                                                   | 50         | 26 avril 1972     | Pérou              | 18 juin 1982      | Brésil               | [ 13 ] |
| 37   | Alan Hutton       |       | Rangers Tottenham Hotspur Sunderland Aston Villa Mallorca Bolton Wanderers                     | 50         | 30 mai 2007       | Autriche           | 24 mars 2016      | République tchèque   | [ 16 ] |
| 37   | Kenny McLean*     |       | Aberdeen Norwich City                                                                          | 50         | 24 mars 2016      | République Tchèque | 23 mars 2025      | Grèce                | [ 23 ] |
| 37   | Gordon Strachan   |       | Aberdeen Manchester United Leeds United                                                        | 50         | 16 mai 1980       | Irlande du Nord    | 25 mars 1992      | Finlande             | [ 19 ] |
| 37   | Kieran Tierney    |       | Celtic Arsenal Real Sociedad                                                                   | 50         | 30 mars 2016      | Danemark           | 6 juin 2025       | Islande              | [ 24 ] |